# おさわがせ! ペンギンBOY
『おさわがせ!ペンギンBOY』（おさわがせ!ペンギンボーイ、英題：Amazing Penguin）は、ナツメより1990年8月8日に発売されたゲームボーイ用ゲームソフト。

## 概要
ペンギンの王子様（ペンドリッヒ）を操作して、占領されたパステラ王国奪還を目指し、地上絵の封印を解いて回る、思考型アクションゲーム。『パックマン』（1980年）と『ヴォルフィード』（1989年）を合わせたゲーム性である。

## ゲーム内容
- 網目の辺にある、白丸や黒丸の封印を破壊することで網目が塗りつぶされていき、全て塗りつぶせば、ステージクリア。
- 敵キャラクターに触れるか、タイムゲージが全てなくなる（時間切れ）とミス、残機が全てなくなるとゲームオーバー。
- 白い封印を破壊すると、敵キャラクターの移動方向が反転。
- 黒い封印は通常の破壊の他に、蹴って敵にぶつけることができる。
- スコアが10000点を超える毎に1UP。
- 全部で40ステージ。
- パスワード形式でコンティニューできる。

## スタッフ
- ゲーム・デザイン：大田博久
- グラフィック・デザイン、ルーム・デザイン：にしやまともゆき
- サウンド・デザイン：水谷郁、やまにしこういち
- プログラム：大田博久
- スペシャル・サンクス：おかもとともこ、H.KATO

## 評価
- ゲーム誌『ファミコン通信』の「クロスレビュー」では合計23点[2]。
- ゲーム誌『ファミリーコンピュータMagazine』の読者投票による「ゲーム通信簿」での評価は以下の通り16.33点（満30点）となっている[1]。

| 項目 | キャラクタ | 音楽 | 操作性 | 熱中度 | お買得度 | オリジナリティ | 総合  |
| 得点 | 2.87       | 2.64 | 2.71   | 2.81   | 2.69     | 2.61           | 16.33 |